# Tephrosia drepanocarpa
Tephrosia drepanocarpa är en ärtväxtart som beskrevs av John Gilbert Baker. Tephrosia drepanocarpa ingår i släktet Tephrosia och familjen ärtväxter. Inga underarter finns listade i Catalogue of Life.